# Biennal d'Arquitectura de Venècia
La Biennal d'Arquitectura de Venècia és una secció de la Biennal de Venècia creada el 1980 amb la missió d'exhibir i desenvolupar propostes de l'arquitectura del moment, així com oferir una eina per a la pràctica innovadora en el context urbà nacional i internacional. Es tracta d'una exposició sense edificis reals, però amb instal·lacions o performances tant d'arquitectes consagrats com de jóvens.

## Antecedents
La Biennal d'Arquitectura de Venècia va tindre els seus antecedents en la mostra organitzada el 1975 per Vittorio Gregotti dins de la Biennal d'Art. A aquesta mostra van continuar altres dedicades a l'arquitectura entre 1975 i 1978. Entre 1979 i 1980 Aldo Rossi va realitzar el Teatre del Mondo.

## Edicions
- 1980: sota la direcció de Paolo Portoghesi s'organitza la primera biennal, denominada La presenza del passato i va tindre lloc en l'Strada Novissima delle Corderie dell'Arsenale.[1]

- 1982: II Bienal, Títol: Architettura nei Paesi islamici, Direcció: Paolo Portoghesi

- 1985 III Bienal, Títol: Progetto Venezia: concorso internazionale, Direcció: Aldo Rossi

- 1986: IV Bienal, Títol: Hendrik Petrus Berlage. Disegni, Direcció: Aldo Rossi

- 1988: Padiglione Italia. 12 progetti per la Biennale di Venezia, concorso nazionale, Direcció: Francesco Dal Co

- 1991: V Bienal, Títol: Quinta Mostra Internazionale di Architettura, Direcció: Francesco Dal Co

- 1992: Architettura e spazio sacro nella modernità, Comissari: Paolo Portoghesi

- 1996: VI Bienal, Títol: Sensori del futuro. L'architetto come sismografo, Direcció: Hans Hollein

- La setena edició (2000) va ser dirigida per l'arquitecte italià Massimiliano Fuksas, reconegut per les seues teories conceptuals, que va proposar el tema de Menys Estètica i Més Ètica".

- La vuitena edició (2002) va ser dirigida per Deyan Sudjic, sota el lema Next Home, Next Place, Next Work, Next Generation.

- La novena biennal (2004) es va denominar Metamorph i va ser dirigida per Kurt Forster.

- La 10a Biennal va ser dirigida per Richard Burdett i es va desenvolupar entre els mesos de setembre a novembre de 2006. Ciutats: Gent, Societat, Arquitectura va ser el tema triat per a l'ocasió.

- L'11a Biennal, que va tenir lloc des del 13 de setembre al 23 de novembre de 2008, va desenvolupar el tema de les noves tecnologies. El seu lema va ser Out There: Architecture Beyond Building i va ser dirigida per Aaron Betsky.

- La 12a Biennal realitzada el 2010 va ser dirigida per l'arquitecta japonesa Kazuyo Sejima i va ser la primera ocasió en què van convocar una dona per a la seua direcció. El lema de la convocatòria va ser People meet in architecture.

- La 13a Biennal denominada Common Ground va ser dirigida per David Chipperfield en 2012.

- La 14a Biennal es va inaugurar el 7 de juny de 2014 dirigida per Rem Koolhaas i el seu lema va ser Fundamentals.

- La 15a Biennal (28 de maig - 27 de novembre de 2016) va comptar amb l'arquitecte xilè Alejandro Aravena Mori com a director, recentment guardonat amb el Premi Pritzker el 2016. El lema va ser Reporting from the Front.

- La 16a edició (2018) va ser digigida per les arquitectes irlandeses Shelley McNamara i Yvonne Farrell, de The Grafton Architects amb el lema de Freespace.[2]